# Penstemon humilis
Penstemon humilis är en grobladsväxtart som beskrevs av Thomas Nuttall och Samuel Frederick Gray. Penstemon humilis ingår i släktet penstemoner, och familjen grobladsväxter.

## Underarter
Arten delas in i följande underarter:
- P. h. brevifolius
- P. h. humilis
- P. h. obtusifolius